# 南西部選挙区 (アイスランド)
南西部選挙区（アイスランド語: Suðvesturkjördæmi）とは、アイスランドの選挙区（アイスランド語: kjördæmi）全6区のうちの1区である。
中心都市はコゥパヴォーグル。

## 地理
首都圏（大レイキャヴィーク）の郊外地域にあたる、レイキャヴィーク市を囲む7つの基礎自治体から成っている。北西部選挙区、北レイキャヴィーク選挙区、南レイキャヴィーク選挙区、南部選挙区に隣接している。
この選挙区は5つの飛び地に分断されている。
- アゥルタネース全域、ガルザバイル全域、ハプナルフィエルズル北部（飛び地）と、それらに隣接するコゥパヴォーグル西部2領域（飛び地）
- セルチャルトナルネース（レイキャヴィーク市がある半島の先端、小さな岬にある自治体）
- コゥパヴォーグル東部（飛び地）、モスフェルスバイル全域
- キョウサルフレヘプル全域
- ハプナルフィエルズル南部（飛び地）

## 行政

### 構成地域
7の基礎自治体、1の県（シスラ）、1の地方を含む。7の基礎自治体のうち6つは特別市（独立市、コイプスターズル）でもある。
- 基礎自治体: スヴェイタルフィェライズ・アゥルタネース（あるいはベッサスタザフレヘプル）（アイスランド語版）、ガルザバイル、ハプナルフィヤルザルコイプスターズル、キョゥサルフレヘプル（アイスランド語版）（人口195人）、コゥパヴォーグスバイル、モスフェルスバイル（アイスランド語版）、セルチャルトナルネースコイプスターズル
- 県: キョゥサルシスラ（英語版）[1]
- 地方: 首都圏（大レイキャヴィーク）

### 都市
町 (town) の地位を有する（人口1,000人以上の）集落は6。人口順に並べると以下のようになる。

| - コゥパヴォーグル (30,314) - ハプナルフィエルズル (25,000) - ガルザバイル (10,272) | - モスフェルスバイル (8,469) - セルチャルトナルネース (4,455) - アゥルタネース (2,455) |